# Freycinetia brachyclada
Freycinetia brachyclada är en enhjärtbladig växtart som beskrevs av Huynh. Freycinetia brachyclada ingår i släktet Freycinetia och familjen Pandanaceae. Inga underarter finns listade.